# Bisante-tortello
Bisante-tortello è un termine utilizzato in araldica per indicare un tondino mezzo metallo, mezzo colore.

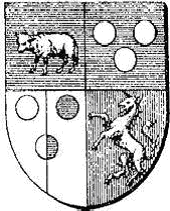
Bisante-tortello dell'uno all'altro
D'azzurro inquartato d'oro, a un bisante-torta dell'uno nell'altro (antico stemma di Quillan, Francia)